# 倉富亮
倉富 亮（くらとみ りょう、3月29日 - ）は、日本の男性声優。兵庫県出身。シグマ・セブンe所属。

## 来歴
2006年、上海に留学。
2009年、第3回声優アワード新人発掘オーディション受賞。同年にぷろだくしょんバオバブ所属。2015年にフリーとなり、2017年にシグマ・セブンe所属。

## 人物
趣味は中国茶、散歩、造形、一人カラオケ。特技は中国語、水泳、造形。

## 出演

### テレビアニメ
2009年
- バトルスピリッツ 少年激覇ダン（カードバトラーG）

2010年
- ケロロ軍曹（親衛隊）
- さらい屋 五葉（紋次、男）
- 閃光のナイトレイド（チンピラ、国民党員）
- 伝説の勇者の伝説
- 咎狗の血（男）
- ドラえもん（テレビ朝日版第2期）（2010年 - 2014年、ニュースキャスター、隊員、アナウンサー、男性客、成金さん 他）

2011年
- kiss×sis（男子）
- 銀魂'（のみもんた）
- TIGER & BUNNY（警官）
- ひだまりスケッチ×SP（アナウンス）
- フラクタル（セキュリティポリス、医者、グラニッツの村人B、中年の男、街の人A 他）
- BLEACH（十二番隊員、四十六室B、局員）
- べるぜバブ（神崎部下C）
- まじっく快斗（警官）
- 魔乳秘剣帖（野次馬A、村人A）
- ラストエグザイル-銀翼のファム-（空族）
- レベルE（野崎）

2012年
- 宇宙兄弟（管制官）
- エリアの騎士（男A、絵馬雄三）
- しろくまカフェ（現地人、おじいちゃん、店員）
- 貧乏神が!（医師、渡辺友晴、駐車場の男、ゴミ処分場の職員、武田等史 他）

2013年
- ぎんぎつね（木崎）
- クレヨンしんちゃん（ウエイター）
- マギ The kingdom of magic（2013年 - 2014年、船長、アーロン、盗賊D、先生、観客A、街の人々、貴族官僚A、教官B、マグノシュタット兵B、魔導士、神官B）

2014年
- となりの関くん（王将）
- ハイキュー!!（内沢英紀）

2015年
- 俺物語!!（中学の友達1）

2016年
- 機動戦士ガンダムUC RE:0096（通信士、ジオン兵）

2017年
- 忍たま乱太郎（町の人）

2022年
- BLEACH 千年血戦篇（2022年 - 2023年、蒼都） - 2シリーズ

### 劇場アニメ
- ももへの手紙（2012年）
- 劇場版 銀魂 完結篇 万事屋よ永遠なれ（2013年、チンピラB）
- 映画ドラえもん 新・のび太の大魔境 〜ペコと5人の探検隊〜（2014年、怪獣）

### OVA
- 機動戦士ガンダムUC（2011年、通信士）
- 名探偵コナン えくすかりばあの奇跡（2012年、犬の飼い主）

### Webアニメ
- アニメで分かる心療内科（2015年、男B、男）

### ゲーム
2010年
- Fallout: New Vegas
- Just Cause 2
- Tartaros-タルタロス-（バルザック）
- ぱすてるチャイムContinue

2013年
- モンスターハンター フロンティアGイメージトレーラー（新米主人公）

2014年
- Far Cry 4

2015年
- バトルフィールド ハードライン
- The Order:1886

### 吹き替え

#### 映画
- アルマゲドン2010
- イントゥ・ザ・ストーム（ルーカス・ギュレット）
- 運命のボタン
- X-MEN:フューチャー&パスト（スコット・サマーズ〈ジェームズ・マースデン〉）
- キラー・エリート（マーティン）
- 殺人の告白（チョン・テソク）
- ザ・マシーン（アラン・ロー）
- 猿の惑星: 新世紀（ケンプ）
- 007 慰めの報酬（財務省エージェント） ※キングレコード版
- バトル・オブ・ザ・イヤー ダンス世界決戦（ルースター〈クリス・ブラウン〉）
- フランス、幸せのメソッド（ニック）
- 楊家将 〜烈士七兄弟の伝説〜（楊延輝）
- 善き人（フレディ）
- ラザロ・エフェクト（クレイ〈エヴァン・ピーターズ〉）

#### ドラマ
- iCarly
- ALPHAS/アルファズ
- ARROW/アロー（アダム・ドナー）
- アンフォゲッタブル 完全記憶捜査
- インジャスティス 〜法と正義の間で〜
- エレメンタリー ホームズ&ワトソン in NY
- キャッスル 〜ミステリー作家は事件がお好き4（リー・トラヴィス）
- 救命医ハンク4 セレブ診療ファイル
- クリミナル・マインド FBI行動分析課（アンダーソン）
- THE KILLING/キリングseason1（ジャスパー）
- CSI:12 科学捜査班
- CSI:ニューヨーク8
- 主任警部アラン・バンクス2
- 私立探偵ヴァルグ
- ストライクバック:極秘ミッション（ケネディ）
- SUITS/スーツ3 （ニック・ハウエル）
- スパルタカスIII ザ・ファイナル（メテッルス）
- ナース・ジャッキー3
- ナイトライダー（デューイ）
- ビクトリアス
- 弁護士イーライのふしぎな日常
- ミディアム5 霊能者アリソン・デュボア（警官）
- ライ・トゥ・ミー 嘘は真実を語る（カディック）
- レディプレジデント〜大物（キム・ヒョンガブ）
- 私の残念な彼氏（チェ部長）
- 私はラブ・リーガル2、3

#### アニメ
- アーサー・クリスマスの大冒険
- アルティメット・スパイダーマンシリーズ（ダニー・ランド / アイアンフィスト、ハリー・オズボーン、ヴェノム、スタンリー）
  - アルティメット・スパイダーマン ウェブ・ウォーリアーズ
  - フィニアスとファーブ マーベルヒーロー大作戦
  - レゴ　スーパー・ヒーローズ
- ドックはおもちゃドクター（ロボットのレイ）
- 百妖譜（孟家の男）
- マイリトルポニー〜トモダチは魔法〜（ダンベル）
- モンスター・ハイ（クロード）

### ボイスオーバー
- ブランドンのナイトサファリ（ジョエル、男）

### ナレーション
- 最強脳No.1決定戦（コーナーナレーション）

### ラジオドラマ
- VOMIC ǝnígmǝ【エニグマ】（エニグマ）

### その他
- NHK連続テレビ小説 舞いあがれ!（管制官）

### シリーズ一覧
1. ↑  第1クール（2022年）、第2クール『-訣別譚-』（2023年）